# Casalbordino
Casalbordino község (comune) Olaszország Abruzzo régiójában, Chieti megyében.

## Fekvése
A megye északkeleti részén fekszik. Határai: Atessa, Paglieta, Pollutri, Torino di Sangro, Vasto és Villalfonsina.

## Története
Első említése a 9. századból származik. A következő századokban nemesi birtok volt. Önállóságát a 19. század elején nyerte el, amikor a Nápolyi Királyságban felszámolták a feudalizmust.

## Népessége
A népesség számának alakulása:

## Főbb látnivalói
- Santa Maria dei Miracoli-templom
- Santissimo Salvatore-templom